# Santa Maria della Salute

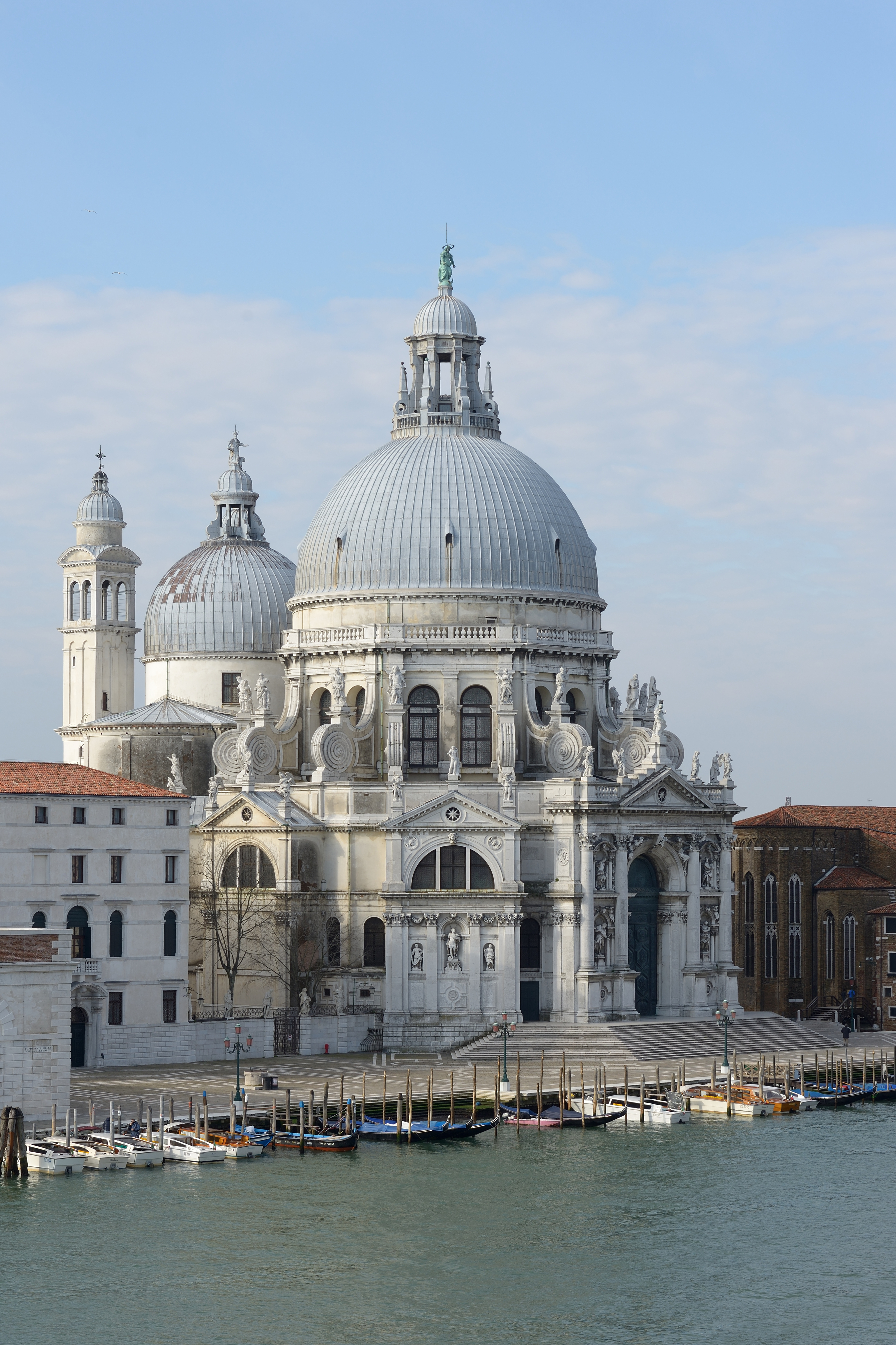
Santa Maria della Salute in Venedig

Santa Maria della Salute ist eine barocke Kirche im Sestiere Dorsoduro in Venedig an der Einfahrt zum Canal Grande. Sie ist eine der beiden Votivkirchen Venedigs, die aus Anlass einer Pestepidemie in der Stadt erbaut wurden.

## Geschichte
Am 22. Oktober 1630 gelobte der Doge Nicolò Contarini der Madonna eine Kirche, mit der Bitte um Beendigung der Pest, die seit 1630 in der Stadt wütete und bei der die Stadt rund 46.000 Einwohner (ein Drittel ihrer Bevölkerung) verlor. Die Kirche sollte an exponierter Stelle am Bacino di San Marco gegenüber dem Dogenpalast errichtet werden. Aus dem ausgeschriebenen Wettbewerb ging der Venezianer Baldassare Longhena, ein Schüler Scamozzis, als Sieger hervor, obwohl der Senat zunächst lieber einen römischen Architekten engagiert hätte.
Mit dem Bau der Kirche wurde eine grundlegende städtebauliche Neuordnung dieses Bereichs in Angriff genommen, die das Bild Venedigs, festgehalten in unzähligen Veduten vom 17. bis zum 19. Jahrhundert, bis heute prägen sollte. Die alte Bebauung mit Wohnhäusern und Kloster und Kirche San Trinità wurde abgerissen, um Platz für die Kirche, den Neubau der Zollstation und das Konventsgebäude der Somasker, die die Kirche zu betreuen hatten, zu schaffen. Diese Bauten sind wesentliche Komponenten eines einzigartigen städtebaulichen Ensembles um den Bacino. Sie sind Ergebnis einer sorgfältigen Planung durch den Senat und die venezianischen Baubehörden, die auf ein Jahrhunderte altes Wissen von Stadtbaukunst und urbanistischer Inszenierung zurückgreifen konnten.
Longhena hat mit Unterbrechungen sein ganzes Leben lang an der Errichtung der Kirche gearbeitet, die erst 1687, fünf Jahre nach seinem Tod, geweiht wurde.
1921 erhielt die Kirche den Ehrentitel einer päpstlichen Basilica minor.

## Architektur

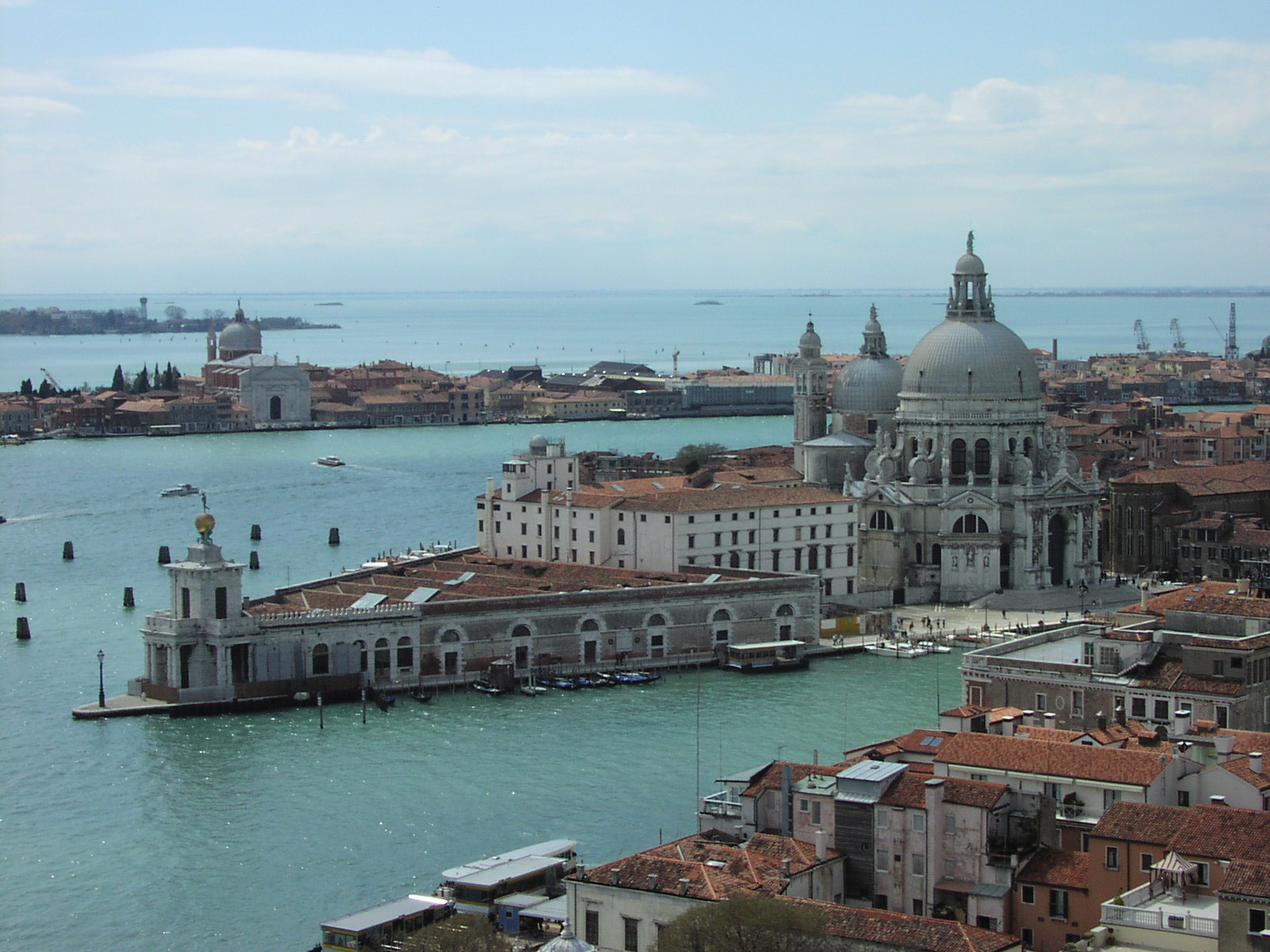
Die Kirche am Canal Grande

Der Plan des damals 33-jährigen Architekten Baldassare Longhena für die zu bauende Kirche war revolutionär. Die Außenansicht mit achtseitigem Grundriss, zwei Kuppeln und zwei Campanili, aus weißem Kalkstein, sollte besonders beeindruckend wirken. Longhena schuf mit der Salute-Kirche eine klare Alternative zum römischen Barock, indem er besonderen Wert auf vielschichtige Licht- und Schattenwirkung legte. Das Licht ist in der venezianischen Architektur immer von herausragender Bedeutung gewesen.
Die „Salute“ ist ein achteckiger Zentralbau, dem sich an der südlichen der acht Seiten, gegenüber dem Eingang, ein Chor (Presbyterium) anschließt. Der Grundriss und die Raumanordnung greifen frühmittelalterliche und antike Vorbilder auf, wie z. B. San Vitale in Ravenna oder den Aachener Dom. Mit dem Oktogon, das nach oben in der Kreisform mündet, wollte Longhena zudem „die Form einer Marienkrone“ schaffen; zu dieser Wirkung tragen vor allem auch die 16 (2 × 8) großen Voluten bei, die wie riesige Schneckennudeln oben über den Ecken zwischen den Kapellen sitzen. Sie scheinen den hohen durchfensterten Tambour der Kuppel zu stützen, haben jedoch nur eine dekorativ-pathetische Funktion und dienen den Heiligenfiguren als Sockel. Die Hauptfassade zum Canal Grande hin ist als triumphbogenartiges Portal hervorgehoben, auf das in Anspielung auf Salomons Tempel und die fünfzehn Rosenkranzmysterien eine repräsentative fünfzehnstufige Treppenanlage zuführt.
Auf der größeren Kuppel über dem Zentralbau steht eine Figur der Maria als Immaculata mit einer Gloriole aus zwölf Sternen (wie in der Offenbarung des Johannes, Kap. 12,1, beschrieben), auf der kleineren Kuppel eine Figur des Heiligen Markus (mit Löwenkopf).
Über dem Eingangsportal sind die Sybillen von Cumae und Erythrai.
Innen erscheint entsprechend ein achteckiger Raum, der von einem Umgang mit sechs Seitenaltären begleitet wird. Der Fußboden ist wie der von San Marco mit aufwändigen, jedoch großflächigen und einfacheren Marmordekorationen versehen. Die Fenster der beiden Exedren leuchten den Altarraum hell aus, zusammen mit den hohen Fenstern einer weiteren, kleineren Kuppel über dem Presbyterium.

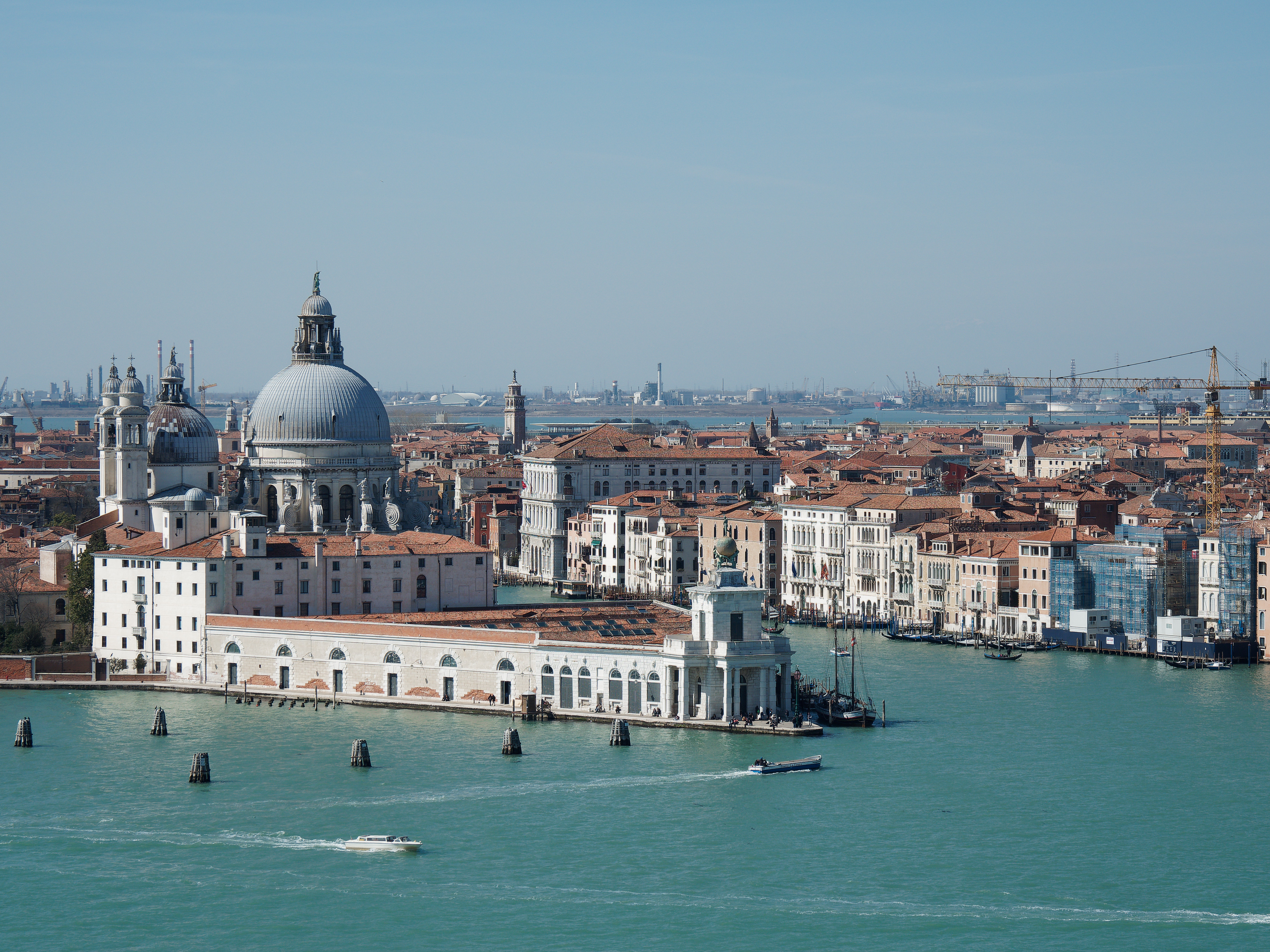
Die Dachlandschaft mit Kuppeln

Longhena hatte beim Bau der Kuppelkirche große technische Probleme zu bewältigen. Zur Befestigung des Baugrundes wurden mehr als 10.000 Eichenpfähle verbraucht (Die Salute-Kirche ruht auf 1.106.657 Stämmen von je vier Metern Länge, Bauzeit dafür 2,2 Jahre; nach Honour, Hugh: Venedig. München 1977, S. 209 waren es 1.156.627 Holzpfähle). Um das Gewicht der riesigen Kuppel möglichst zu reduzieren, konstruierte Longhena eine leichte, zweischalige Kuppel aus Holz, die anschließend verputzt wurde. Das beim Bau der Kirche verwendete Material ist istrischer Kalkstein sowie die in Venedig beliebten leichten Ziegel, die mit einer Schicht von pulverisiertem Marmor (marmorino) überzogen wurden.

## Ausstattung

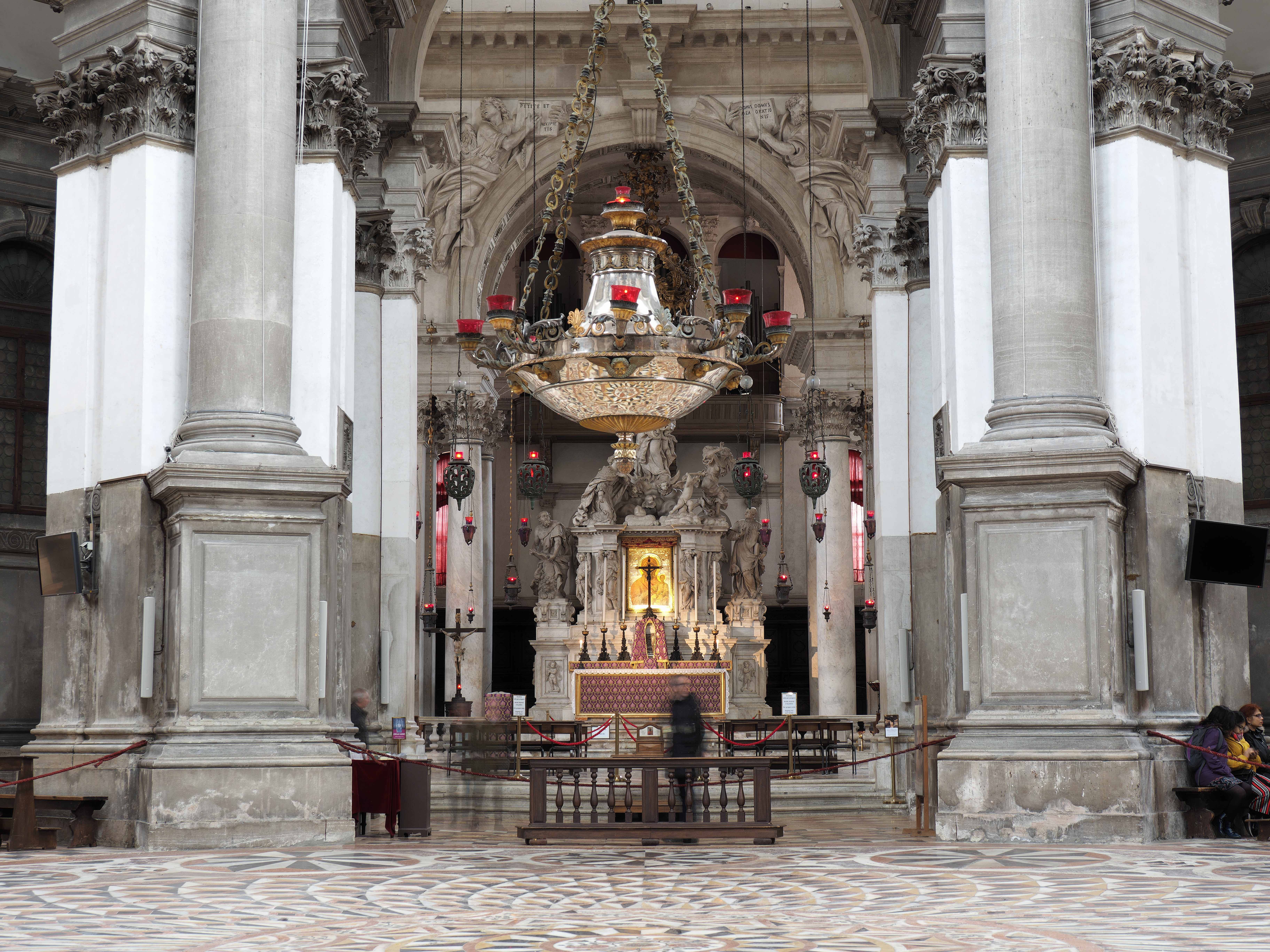
Hauptaltar der Kirche

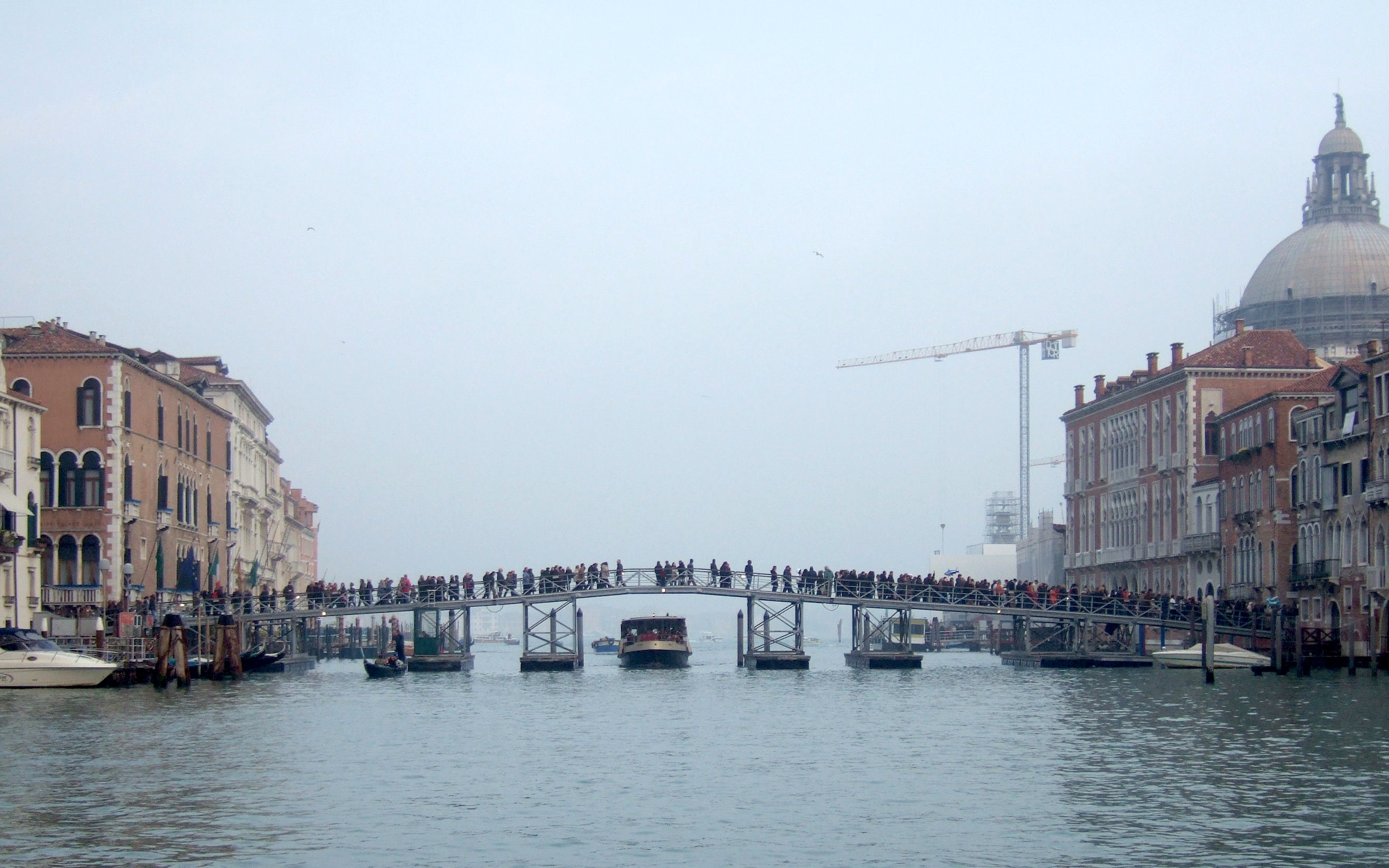
Ponte della Salute 2008

Die Kirchenausstattung wirkt durch die Verwendung von weißem Putz und grauem Stein eher nüchtern. Ihren Prunk bezieht sie durch einen kostbaren Marmorfußboden mit Einlegearbeiten und durch die prachtvollen Altäre in den Kapellen, die sich an den Umgang des zentralen Raums anschließen. Die Skulpturen des Hochaltars im Presbyterium erinnern an die Pest: Vor der Madonna mit dem Kind kniet die allegorische Figur der Venezia, während die Pest, in Gestalt einer hässlichen alten Frau, von einem Putto verjagt wird. In den Altar integriert ist ein von den Venezianern als wundertätig angesehenes Marienbild byzantinischer Herkunft.
In der Kirche befinden sich neben Gemälden von Tintoretto, Salviati und verschiedenen anderen Künstlern sechs Bilder Tizians, die dort nach der Auflösung des Klosters Santo Spirito in Isola im 17. Jahrhundert untergebracht wurden. Eines dieser Bilder ist anlässlich der Pestepidemie von 1510, der Giorgione zum Opfer fiel, entstanden und befindet sich heute in der Sakristei der Kirche. Es zeigt den Stadtpatron Venedigs, den Evangelist Markus, zusammen mit den beiden Ärzten Cosmas und Damian sowie den Pestheiligen Rochus und Sebastian.

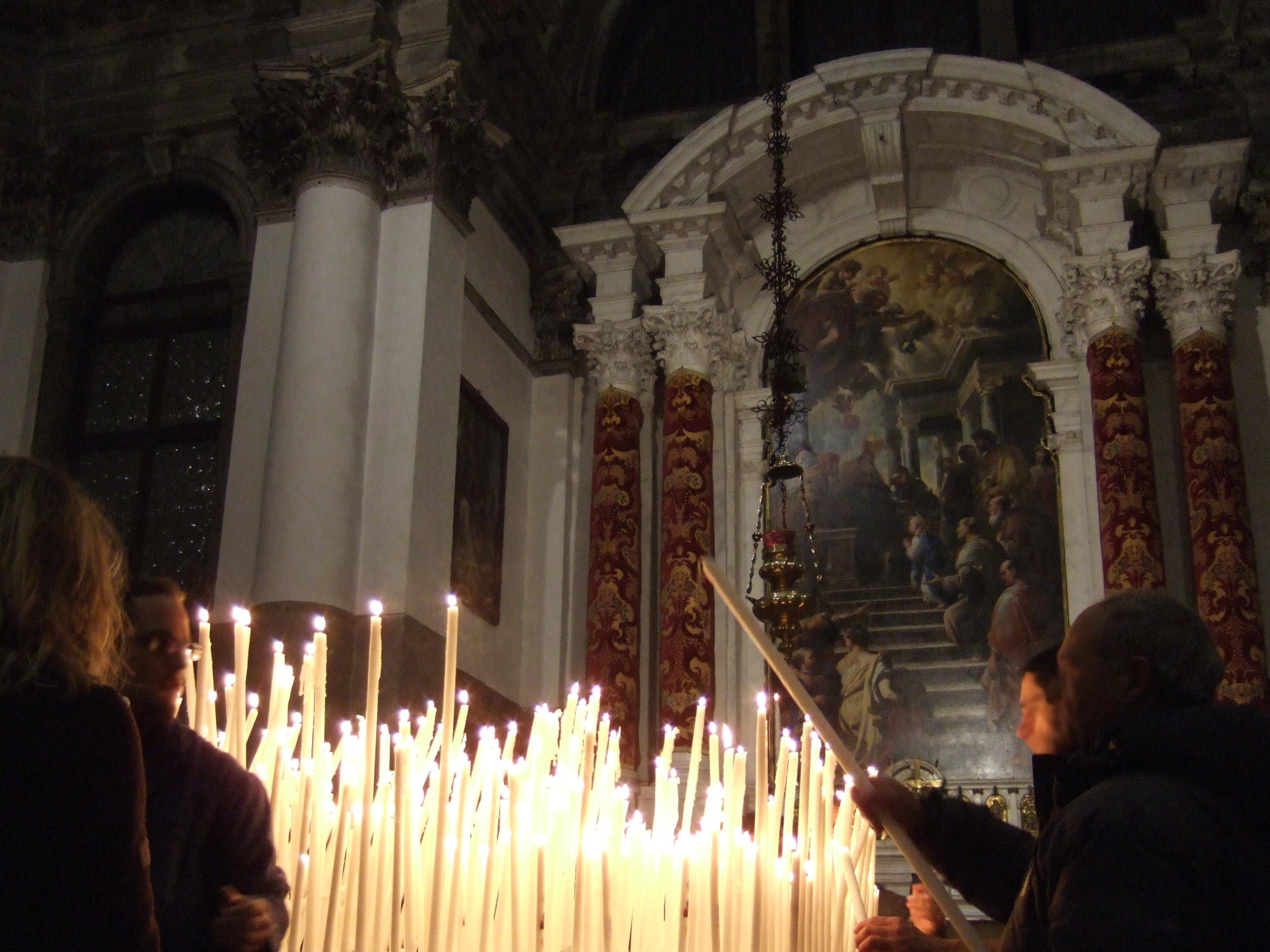
Innenansicht 21. November 2008

Jedes Jahr wird am 21. November zum Dank an die Madonna für die Errettung von der Pest eine Schiffsbrücke für eine Prozession von der Kirche Santa Maria del Giglio über den Kanal zur Kirche geschlagen und ein mehrtägiges Fest unter reger Teilnahme insbesondere der Einwohner Venedigs gefeiert. An allen Festtagen finden in ununterbrochener Folge von morgens 8 Uhr bis zum Abend Gottesdienste statt.

## Orgel
Die Orgel wurde 1782/83 von dem Orgelbauer Francesco Dacci erbaut und zu Beginn des 19. Jahrhunderts durch den Orgelbauer Giacomo Bazzani umgestaltet. Das Instrument hat 23 Register auf zwei Manualen. Das obere Manualwerk (Organo primo) hat 59 Tasten, das untere Manualwerk (Organo secondo) 30 Tasten. Das Pedal ist angehängt und fest gekoppelt an das I. Manualwerk, wo auch die Pedalregister aufgestellt sind. Eine Besonderheit ist ein Register „Tamburo“ (Trommel), das von einer gesonderten Pedaltaste aus aktiviert wird.
| I Organo Primo C,D,E,F–d3 |
| Voce Umana                |
| Flauto in VIII (B/D)      |
| Trombe (B/D)              |
| Flauto in XII (B/D)       |
| Cornetta (D)              |
| Principale (B/D)          |
| Ottava                    |

| (Fortsetzung)   |
| Quintadecima    |
| Decimanona      |
| Vigesimaseconda |
| Vigesimasesta   |
| Vigesimanona    |
| Trigesimaterza  |
| Trigesimasesta  |

| Pedal C,D,E,F–h0 |
| Contrabbassi     |
| Ottava           |
| Duodecima        |
| Quintadecima     |
| Trombone         |

| II Organo Secondo a0–d3 |
| Voce Umana              |
| Principale              |
| Corno Inglese           |
| Flauto in VIII          |

## Öffnungszeiten
Täglich 9 bis 12 Uhr und 15 bis 17:30 Uhr